# Liste alphabétique d'écrivains croates
La littérature croate est essentiellement la littérature écrite en langue croate.
- Haut – A
- B
- C
- D
- E
- F
- G
- H
- I
- J
- K
- L
- M
- N
- O
- P
- Q
- R
- S
- T
- U
- V
- W
- X
- Y
- Z

## A
- Viktorija Aladžić
- Frano Alfirević
- Marijan Alković
- Bartol Alvernski
- Matej Andreis
- Niko Andrijašević
- Vlado Andrilović
- Stanko Andrić
- Ljerka Antonić
- Ivan Antunović
- Ignacije Aquilini
- Ivan Aralica
- Borislav Arapović
- Đuro Arnold
- Zvjezdana Asić Šarić

## B
- Ivan Babić
- Krešimir Bagić
- Zvonimir Bajsić
- Antun Karlo Bakotić
- Mile Balen
- Hrvoslav Ban
- Miloš Bandić
- Anto Bandov
- Stipan Banović
- Antun Barac
- Juraj Baraković
- Renato Baretić
- Feliks Barušić
- Slavko Batušić
- Antun Bauer
- Valent Bači
- Pavle Bačić
- Petar Bašić
- Đuro Bašić
- Ferdo Becić
- Ivica Bednjanec
- Milan Begović
- Branko Belan
- Jelena Belović Bernadžikovski
- Benedikt Kotruljević
- Julije Benešić
- Josip Bersa
- Boris Domagoj Biletić
- Fran Binički
- Josip Binički
- Blaž Lorković
- Tomo Blažek
- Vjekoslav Boban
- Mirko Bogović
- Luka Botić
- Mirko Božić
- Miroslav Brandt
- Tituš Brezovački
- Ivo Brešan
- Ivana Brlić-Mažuranić
- Đorđe Brujić
- Mile Budak
- Šime Budinić
- Ivan Bunić Vučić
- Franjo Bučar
- Bruno Bušić

## C
- Viktor Car Emin
- Ivan Cerovski
- August Cesarec
- Dobriša Cesarić
- Ante Cettineo
- Ilija Crijević
- Ludovik Crijević Tuberon
- Zlatko Crnković
- Josip Cvenić
- Ratko Cvetnić
- Dalibor Cvitan

## Č
- Vladimir Čerina
- Vinko Česi
- Grgur Čevapović
- Pero Čimbur
- Zvane Črnja
- Stjepan Čuić
- Dragan Čuturić

## Ć
- Bora Ćosić
- Vesna Ćuro-Tomić

## D
- Anton Dalmatin
- Arsen Dedić
- Dimitrija Demeter
- Vladan Desnica
- Radovan Devlić
- Ernie Gigante Dešković
- Đuro Deželić
- Ivan Dežman
- Jasminka Domaš
- Dragutin Domjanić
- Ulderiko Donadini
- Blanka Dovjak-Matković
- Danijel Dragojević
- Tomislav Dretar
- Daša Drndić (1946-2018)
- Džore Držić
- Marin Držić

## Đ
- Mara Đorđević Malagurski
- Ignjat Đurđević

## E
- Željko Erić
- Tonči Erjavec
- Đuro Ester

## F
- Franjo Fancev
- Viktoria Faust
- Miroslav Feldman
- Zoran Ferić
- Matija Filaković
- Vilko Filipašić
- Ivan Filipović
- Marko Fotez
- Lazar Francišković
- Jure Franičević - Pločar
- Marin Franičević
- Fran Krsto Frankapan

## G
- Ljudevit Gaj
- Nada Galant
- Fran Galović
- Anto Gardaš
- Ivan Gavran
- Miro Gavran
- Drago Gervais
- Ksaver Šandor Gjalski
- Maja Gjerek
- Anica Gjerek
- Stanka Gjurić (en) (1956-)
- Siniša Glavašević
- Antun Gleđević
- Zvonimir Golob
- Zlatko Gorjan
- Vesna Gorše
- Cvijeta Grospić
- Duško Gruborović
- Ivan Gundulić

## H
- Juraj Habdelić
- Albert Haler
- Mato Hanžeković
- August Harambašić
- Drago Hedl (en) (1950-)
- Petar Hektorović
- Đuro Hidža
- Silvija Hinzmann
- Hrvoje Hitrec
- Joža Horvat
- Rudolf Horvat
- Juraj Hus Rasinjanin

## I
- Ivica Ivanac

## J
- Ante Jadrijević
- Dragojla Jarnević
- Mišo Jelić
- Vojin Jelić
- Živko Jeličić
- Božica Jelušić
- Slavko Ježić
- Rikard Jorgovanić
- Josip Juraj
- Marija Jurić Zagorka
- Hrvoje Jurić

## K
- Vjekoslav Kaleb
- Petar Kanavelić
- Antun Karagić
- Grgur Karlovčan
- Matija Petar Katančić
- Jerolim Kavanjin
- Andrija Kačić Miošić
- Bartul Kašić
- Jure Kaštelan
- Lada Kaštelan
- Dražen Katunarić
- Drago Kekanović
- Miroslav Kirin
- Franjo Horvat Kiš
- Bratoljub Klaić
- Vjekoslav Klaić
- Josip Klarski
- Aldo Kliman
- Petar Knežević
- Aleksa Kokić
- Slavko Kolar
- Fran Koncelak
- Vladislav Kopunović
- Ivan Kordić
- Veselko Koroman
- Vladimir Korotaj
- Mirko Kovač
- Ante Kovačić
- Ivan Goran Kovačić
- Ivan Kozarac
- Josip Kozarac
- Ivo Kozarčanin
- Silvije Strahimir Kranjčević
- Juraj Križanić
- Gustav Krklec
- Miroslav Krleža
- Milan Krmpotić
- Zoran Kršul
- Ivan Kujundžić
- Nikola Kujundžić
- Ivan Kukuljević-Sakcinski
- Eugen Kumičić
- Rajmond Kunić
- Fran Kurelac
- Ivan Kušan
- Alois König
- Georgine König
- Ivan Kordić

## L
- Tomislav Ladan
- Sven Lasta
- Jozo Laušić
- Ana Lederer
- Janko Leskovar
- Branimir Livadić
- Jovan Ličina
- Mato Lovrak
- Ivan Lovrenović
- Hanibal Lucić

## M
- Darko Macan
- Vlatko Majić
- Zvonko Maković
- Ivan Malagurski Tanar
- Mate Maras
- Ranko Marinković
- Milan Marjanović
- Mirko Marjanović
- Franjo Marković
- Tonko Maroević
- Tonči Petrasov Marović
- Nikola Martić
- Mato Martinković
- Marko Marulić
- Boris Maruna
- Mate Balota
- Ivica Matešić
- Antun Gustav Matoš
- Milivoj Matošec
- Predrag Matvejević
- Ivan Mažuranić
- Matija Mažuranić
- Šiško Menčetić
- Lazar Merković
- Slavko Mihalić
- Stjepan Mihalić
- Antun Mihanović
- Damir Mikuličić
- Miljenko Perić
- Zvonko Milković
- Antun Milovan
- Josip Giuseppe Modrić
- Antun Molnar

## N
- Nikola Nalješković
- Vladimir Nazor
- Daniel Načinović
- Bono Dobroslav Nedić
- Milutin Cihlar Nehajev
- Ante Neimarević
- Antun Nemčić
- Ivan Novak
- Slobodan Novak
- Slobodan Prosperov Novak
- Josip Novaković

## O
- Milan Ogrizović
- Mavro Orbini
- Drago Orlić
- Jakov Orčić

## P
- Luko Paljetak
- Junije Palmotić
- Janus Pannonius
- Vesna Parun
- Nikola D. Pavić Hortenzije
- Nikola Pavić
- Mladen Pavković
- Mihovil Pavlek Miškina
- Pavao Pavličić
- Borislav Pavlovski
- Blanka Pašagić
- Josip Pašić
- Marko Peić
- Matko Peić
- Antun Pejić
- Vladimir Pavlović
- Mile Pešorda
- Ivan Petreš
- Slobodan Petrovski
- Branko Pihač
- Ivan Pilat
- Janko Polić Kamov
- Matija Poljaković
- Edo Popović
- Petar Preradović
- Božidar Prosenjak
- Vjekoslav Prvčić
- Milivoj Prćić
- Luka Puljiz
- Josip Pupačić

## R
- Vojmil Rabadan
- Ernest Radetić
- Antun Radić
- Marin Radoslavić
- Ivan Raos
- Predrag Raos
- Džono Rastić
- Franjo Rački
- Matija Antun Relković
- Zvonimir Remeta
- Delimir Rešicki
- Pavao Ritter Vitezović
- Julije Rorauer

## S
- Željko Sabol
- Mirko Sabolović
- Zvonko Sarić
- Vojislav Sekelj
- Ante Sekulić
- Petar Selem
- Sebastijan Slade
- Ivan Slamnig
- Davor Slamnig
- Miljenko Smoje
- Antun Sorkočević
- Vanja Spirin
- Miljenko Stojić
- Benedikt Stay Stojković
- Josip Juraj Strossmayer
- Mirjana Strčić
- Đuro Sudeta
- Ivan Supek
- Maja Sviben

## Š
- Lana Šarić
- Juraj Ščrbačić
- Petar Šegedin
- August Šenoa
- Milan Šenoa
- Antun Branko Šimić
- Dinko Šimunović
- Ervin Šinko
- Lovro Šitović
- Sunčana Škrinjarić
- Andriana Škunca
- Oto Šolc
- Antun Šoljan
- Krsto Špoljar
- Đuro Matija Šporer
- Dinko Štambak
- Pavao Štoos
- Milan Šufflay
- Marsela Šunjić (1963-2009)[1]
- Stipe Šuvar

## T
- Josip Tabak
- Dragutin Tadijanović
- Adolfo Veber Tkalčević
- Toma Arhiđakon
- Zdravko Tomac
- Fulvio Tomizza
- Ante Tomić
- Josip Eugen Tomić
- Zlatko Tomičić
- Ivan Trnski
- Jagoda Truhelk
- Yves-Alexandre Tripković

## U
- Mate Ujević
- Tin Ujević

## V
- Milko Valent
- Miroslav Varžić
- Mavro Vetranović
- Viktor Vida
- Grigor Vitez
- Vladimir Vidrić
- Branko Vodnik
- Petko Vojnić Purčar
- Ivo Vojnović
- Antun Vramec
- Antun Vrančić
- Faust Vrančić
- Stanko Vraz
- Eda Vujević
- Balint Vujkov
- Ljudevit Vujković Lamić - Moco
- Borisav Vujčić
- Borislav Vujčić
- Lidija Vukčević
- Ljudevit Vukotinović
- Davor Vuković
- Šime Vučetić

## Z
- Blaž Zalčanin
- Dominko Zlatarić
- Petar Zoranić
- Marino Zurl

## Ž
- Tomislav Žigmanov
- Aleksandar Žiljak

### Littérature secondaire
- Krešimir Nemec, Dunja Fališevac, Darko Novaković (ur.): Leksikon hrvatskih pisaca, Zagreb, 2000.,  (ISBN 953-0-61107-2)